# Paulinho Guará
Paulo Roberto Chamon de Castillho, bekannt als Paulinho Guará (* 29. August 1979 in Sete Lagoas, Minas Gerais), ist ein brasilianischer Fußballtrainer und ehemaliger Fußballspieler. Der Stürmer begann seine Karriere bei Atlético Mineiro und spielt vornehmlich in Schweden.

## Karriere
Paulinho Guará begann seine Karriere in seinem Heimatland bei Atlético Mineiro, für dessen erste Mannschaft er zwischen 1999 und 2002 auflief. Gemeinsam mit seinem Mannschaftskameraden Afonso Alves verließ er im Sommer des Jahres sein Heimatland, um sich dem schwedischen Klub Örgryte IS anzuschließen. Während sein Landsmann mit 13 Saisontoren sich direkt in die Spitzengruppe der Torschützenliste einführte, trug er mit sechs Saisontoren zum Erreichen des dritten Tabellenplatzes bei. Im folgenden Jahr zeichnete er sich als regelmäßiger Torschütze aus und belegte hinter Niklas Skoog den zweiten Rang der Torschützenliste der Allsvenskan. Nachdem der Klub im Laufe der Spielzeit 2004 in Abstiegsgefahr geraten war und auch in der anschließenden Spielzeit unter Trainer Zoran Lukić im hinteren Mittelfeld stand, entschied er sich im Sommer 2005 zum Vereinswechsel.
Im August des Jahres wechselte Paulinho Guará innerhalb der Allsvenskan und schloss sich Hammarby IF an. Auch bei seinem neuen Klub war er weiterhin torgefährlich und belegte in der Spielzeit 2006 erneut den zweiten Rang in der Torschützenliste, einzig von seinem Landsmann Ari überflügelt. An der Seite von Pablo Piñones-Arce, Suleyman Sleyman, Fredrik Stoor und Erkan Zengin führte er damit den Klub auf den dritten Platz. Nachdem die Mannschaft in der folgenden Spielzeit den Erfolg nicht wiederholen konnte, wollte der Spieler im Sommer 2008 ausprobieren, in einem anderen Land zu spielen. Daher verlieh ihn der Klub an den südkoreanischen Vertreter Busan I'Park, während andererseits der Vertrag bis 2010 verlängert wurde. Ende Januar wechselte er jedoch auf permanenter Basis nach Südkorea.
Im März 2010 kehrte Paulinho Guará auf Leihbasis nach Schweden zurück. Er unterschrieb einen bis zum Ende der Spielzeit 2010 gültigen Leihvertrag beim Erstligisten Örebro SK. Über weite Strecken der Spielzeit Stammkraft an der Seite von Nordin Gerzić, Patrik Anttonen und Magnus Kihlberg verhalf er mit fünf Saisontoren der von Sixten Boström betreuten Mannschaft zu dritten Tabellenrang. Anschließend blieb er in Schweden und unterschrieb im Februar des Folgejahrs einen Drei-Jahres-Kontrakt bei seiner vormaligen Spielstation Hammarby IF. Mit dem Klub belegte er am Ende der Zweitliga-Spielzeit 2011 den elften Tabellenplatz.